# Рибница (Велика Горица)
Рибница је насељено место у саставу Града Велике Горице, у Туропољу, Хрватска.

## Становништво
На попису становништва 2011. године, Рибница је имала 803 становника.

## Попис1991.
На попису становништва 1991. године, насељено место Рибница је имало 366 становника, следећег националног састава:
| Попис 1991.‍  | Попис 1991.‍  | Попис 1991.‍ | Попис 1991.‍ | Попис 1991.‍ |
| ------------ | ------------ | ----------- | ----------- | ----------- |
|              |              |             |             |             |
| Хрвати       | Хрвати       |             | 358         | 97,81%      |
| Срби         | Срби         |             | 5           | 1,36%       |
| регион. опр. | регион. опр. |             | 1           | 0,27%       |
| непознато    | непознато    |             | 2           | 0,54%       |
| укупно: 366  |              |             |             |             |